# Medalla de Waterloo (Nassau)
La Medalla de Waterloo del Ducado de Nassau fue establecida por el Duque Federico Augusto de Nassau el 23 de diciembre de 1815.

## Otras Medallas de Waterloo
Cinco naciones de la Séptima Coalición acuñaron medallas para soldados que tomaron parte en la campaña:
1. Esta medalla para oficiales y soldados de Nassau
2. Medalla de Waterloo para tropas británicas y de la Legión germana del rey
3. Medalla de Waterloo de Brunswick
4. Medalla de Waterloo de Hannover
5. Medalla de Waterloo de Prusia